# غراند روند (أوريغون)
غراند روند (بالإنجليزية: Grand Ronde CDP, Oregon)‏ هي منطقة سكنية تقع بولاية أوريغون في الولايات المتحدة. تبلغ مساحتها 1.7 كم2، وترتفع عن سطح البحر 105 م، بلغ عدد سكانها 1,661 نسمة في عام 2010 حسب إحصاء مكتب تعداد الولايات المتحدة وتصل الكثافة السكانية فيها 977.1 نسمة لكل كيلومتر مربع (2,530.7/ميل2).

## التركيبة السكانية
حدّد مكتب تعداد الولايات المتحدة بيانات التركيبة السكانية لغراند روند في تعداد الولايات المتحدة. في ما يلي، التركيبة السكانية حسب تعدادي 2000 و2010.

### تعداد عام 2000
بلغ عدد سكان غراند روند 271 نسمة بحسب تعداد عام 2000، وبلغ عدد الأسر 113 أسرة وعدد العائلات 61 عائلة مقيمة في المنطقة السكنية. في حين سجلت الكثافة السكانية 159.4 نسمة لكل كيلومتر مربع (412.8/ميل2). وبلغ عدد الوحدات السكنية 140 وحدة بمتوسط كثافة قدره 82.4 لكل كيلومتر مربع (213.4/ميل2).
وتوزع التركيب العرقي للمنطقة السكنية بنسبة 67.16% من البيض و25.83% من الأمريكيين الأصليين و2.95% من الأمريكيين ذوي الأصول الآسيوية و0.37% من الأعراق الأخرى و3.69% من عرقين مختلطين أو أكثر و1.11% من الهسبانيون أو اللاتينيون من أي عرق.
بلغ عدد الأسر 113 أسرة كانت نسبة 35.4% منها لديها أطفال تحت سن الثامنة عشر تعيش معهم، وبلغت نسبة الأزواج القاطنين مع بعضهم البعض 31% من أصل المجموع الكلي للأسر، ونسبة 14.2% من الأسر كان لديها معيلات من الإناث دون وجود شريك،  بينما كانت نسبة 8.8% من الأسر لديها معيلون من الذكور دون وجود شريكة وكانت نسبة 46% من غير العائلات. تألفت نسبة 36.3% من أصل جميع الأسر من عدة أفراد يعيشون في نفس المنزل ونسبة 6.2% كانت تتألف من شخص يعيش بمفرده يبلغ من العمر 65 عاماً أو أكثر. وبلغ متوسط حجم الأسرة المعيشية 2.40، أما متوسط حجم العائلات فبلغ 3.07.
بلغ العمر الوسطي للسكان 35.6 عاماً. وكانت نسبة 28.8% من القاطنين تحت سن الثامنة عشر، وكانت نسبة 8.5% بين الثامنة عشر والرابعة والعشرين عاماً، ونسبة 29.9% كانت واقعةً في الفئة العمرية ما بين الخامسة والعشرين والرابعة والأربعين عاماً، ونسبة 25.8% كانت ما بين الخامسة والأربعين والرابعة والستين، ونسبة 7% كانت ضمن فئة الخامسة والستين عاماً فما فوق. يوجد لكل 100 أنثى 111.7 ذكر، ويوجد لكل 100 أنثى في الثامنة عشر من عمرها فما فوق 107.5 ذكر.
بلغ متوسط دخل الأسرة في المنطقة السكنية 23,929 دولارًا، أما متوسط دخل العائلة فبلغ 20,139 دولارًا. وكان متوسط دخل الذكور 19,722 دولارًا مقابل 21,583 دولارًا للإناث. وسجل دخل الفرد الخاص بالمنطقة السكنية 13,538 دولارًا. وكانت نسبة 0% من العائلات ونسبة 19.1% من السكان تحت خط الفقر، وكان من هؤلاء نسبة 0% تحت سن الثامنة عشر ونسبة 0% في الخامسة والستين من العمر وما فوق.

### تعداد عام 2010
بلغ عدد سكان غراند روند 1,661 نسمة بحسب تعداد عام 2010، وبلغ عدد الأسر 658 أسرة وعدد العائلات 433 عائلة مقيمة في المنطقة السكنية. في حين سجلت الكثافة السكانية 977.1 نسمة لكل كيلومتر مربع (2,530.7/ميل2). وبلغ عدد الوحدات السكنية 720 وحدة بمتوسط كثافة قدره 423.5 لكل كيلومتر مربع (1,096.9/ميل2).
وتوزع التركيب العرقي للمنطقة السكنية بنسبة 57.56% من البيض و0.06% من الأمريكيين الأفارقة و28.36% من الأمريكيين الأصليين و0.36% من الأمريكيين ذوي الأصول الآسيوية و1.51% من الأعراق الأخرى و12.16% من عرقين مختلطين أو أكثر و6.68% من الهسبانيون أو اللاتينيون من أي عرق.
بلغ عدد الأسر 658 أسرة كانت نسبة 28.4% منها لديها أطفال تحت سن الثامنة عشر تعيش معهم، وبلغت نسبة الأزواج القاطنين مع بعضهم البعض 44.8% من أصل المجموع الكلي للأسر، ونسبة 14.6% من الأسر كان لديها معيلات من الإناث دون وجود شريك،  بينما كانت نسبة 6.4% من الأسر لديها معيلون من الذكور دون وجود شريكة وكانت نسبة 34.2% من غير العائلات. تألفت نسبة 28.4% من أصل جميع الأسر من عدة أفراد يعيشون في نفس المنزل ونسبة 11.4% كانت تتألف من شخص يعيش بمفرده يبلغ من العمر 65 عاماً أو أكثر. وبلغ متوسط حجم الأسرة المعيشية 2.52، أما متوسط حجم العائلات فبلغ 3.06.
بلغ العمر الوسطي للسكان 44.6 عاماً. وكانت نسبة 22.2% من القاطنين تحت سن الثامنة عشر، وكانت نسبة 7.8% بين الثامنة عشر والرابعة والعشرين عاماً، ونسبة 20.7% كانت واقعةً في الفئة العمرية ما بين الخامسة والعشرين والرابعة والأربعين عاماً، ونسبة 32% كانت ما بين الخامسة والأربعين والرابعة والستين، ونسبة 17.2% كانت ضمن فئة الخامسة والستين عاماً فما فوق. وتوزع التركيب الجنسي للسكان بنسبة 49% ذكور و51% إناث.